# Distrikt Raschaja
Der Distrikt Raschaja (arabisch قضاء راشيا, DMG Qaḍāʾ Rāšayyā) ist ein Verwaltungsbezirk im Gouvernement Bekaa, Libanon. Der Name leitet sich von der gleichnamigen Hauptstadt ab.

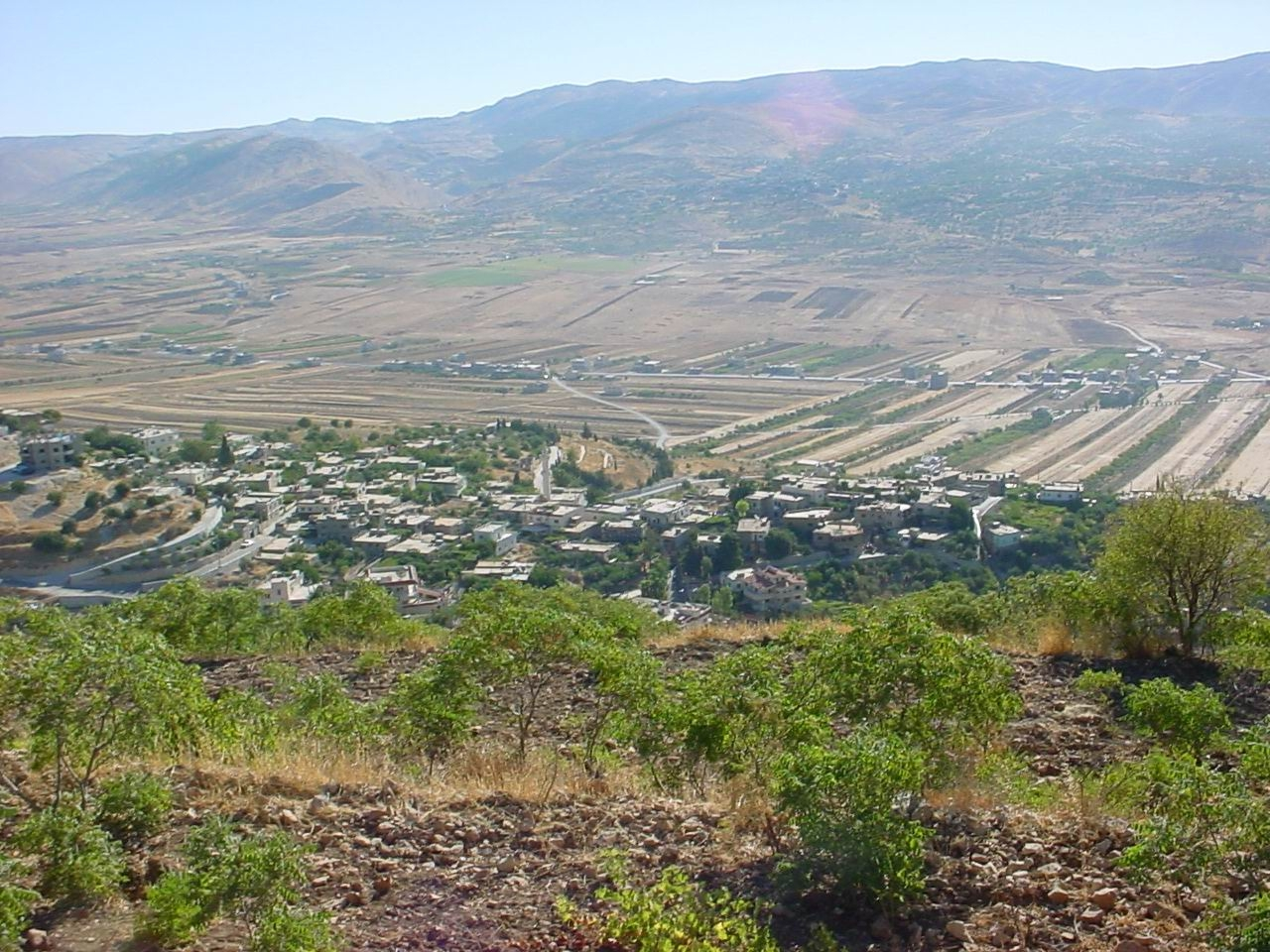
Al-Rafid im Distrikt Rachaya

Raschajas Bevölkerung ist mehrheitlich drusisch, mit beachtlich großen sunnitischen und christlichen Minderheiten.
Religion im Distrikt Rachaya